# 新沃基金
新沃基金管理有限公司，简称新沃基金，2015年8月19日在中国（上海）自由贸易试验区注册成立，是一家经中国证监会批准设立的全国性基金管理公司，新沃基金注册资本为一亿元，股东为新沃资本控股集团有限公司和新沃联合资产管理有限公司。

## 市场公开监管处罚
2017年5月19日，新沃基金因遭到中国证监会重罚而成为资本市场关注的焦点。证监会责令新沃基金针对合规风控问题进行改正，暂停办理公司特定客户资产管理计划备案手续；暂停受理公募基金产品注册申请6个月；对负有管理责任的董事长、总经理及督察长出具警示函。